# تصنيف المجتمع
تصنيف المجتمع هو عبارة عن مفهوم يرتبط عادةً بالتأمين الصحي الذي يتطلب من مقدميه توفير نظام التأمين الصحي داخل أقليم معين بنفس السعر لجميع الأشخاص الذين لا يمتلكون تأمين صحي، بغض النظر عن حالته الصحيه.
يمنع تصنيف المجتمع الخام الاختلافات التي تعتمد على الخصائص الديموغرافية مثل العمر أو الجنس، في حين أن تصنيف المجتمع المُعدل أو المتغير يسمح باختلافات معدل التأمين بناءًا على الخصائص الديموغرافية.

## المفهوم
تصنيف المجتمع، كأساس لحساب الاقساط، هي اختلافات اساسيه عن الطرق الاعتياديه لحساب اقساط التأمين مثل تصنيف المخاطر، في أسواق التأمين المصنفة حسب التأمين بحيث تُحسب الاقساط المستحقة الدفع من قِبل المؤمن بواسطه سياسة محتملة الدخول في عقد تأمين على أساس عوامل مختلفة خاصة بذلك الفرد، مثل خطر حدوث مطالبة، وقيمة أي مطالبات من هذا القبيل خلال فترة بوليصة التأمين. وفي سوق مصنفة في المجتمع المحلي، لا يجوز لشركة التأمين أن تحسب القسط على أساس عوامل الخطر المرتبطة بشخص معين يرغب في شراء عقد تأمين، بل يجوز لها أن تحسب عوامل الخطر المنطبقة على جميع الأشخاص داخل السوق ككل. وهكذا، في السوق المجتمعية المصنفة، تقوم شركة التأمين بتقييم عوامل الخطر المتعلقة بسكان السوق، وليس عوامل الخطر الخاصة بأي شخص واحد عند حساب الأقساط. وكثيرا ما يوجد أيضا شكل من أشكال معادلة المخاطر في نظام تصنيف المجتمع المحلي.
تقوم شركات التأمين الصحي بتنويع معدلات الأقساط على أساس خصائص الحالة، مثل:
- تصميم المنافع

- تكوين الأسرة

- الخصائص الديموغرافية:

1. العمر
2. الجنس
3. المنطقة الجغرافية.
4. الصناعة
5. الاحتلال

- عوامل نمط الحياة:

1. تعاطي التبغ
2. الوزن

- الحالة الصحية وتاريخ المطالبات

- تصنيف المجتمع- يحظر على شركات التأمين الحصول على معدلات مختلفة بناءا على الحالة الصحية أو تاريخ المطالبات
- تصنيف المجتمع الخالص - يسمح لشركات التأمين باختلاف الأسعار استنادًا إلى تصميم المزايا وتكوين الأسرة فقط
- تصنيف المجتمع المحلي المعدل - يسمح لشركات التأمين أيضا ً باختلاف المعدلات على أساس الخصائص الديموغرافية (مثل العمر والجنس) وعوامل نمط الحياة (مثل استخدام التبغ)
- قضية مضمونة - تتطلب من شركات التأمين إصدار تأمين لأي مقدم طلب مؤهل بغض النظر عن الحالة الصحية أو خصائص الحالة الأخرى

## الحدوث
- تصنيف المجتمع للتأمين الصحي الخاص التكميلي:

1. أستراليا، أيرلندا - تصنيف المجتمع مدى الحياة للتأمين على المستشفيات الخاصة التكميلي ة للتأمين الشامل الممولة من القطاع العام في المستشفيات

- تصنيف المجتمع للتأمين الصحي الخاص الأساسي:

1. هولندا - تصنيف السن ونوع الجنس غير قانوني = تصنيف المجتمع الخالص؛ مشكلة فردية مضمونة

- ولاية فردية مع إعانات حكومية منخفضة الدخل لـ 40% من الأسر المعيشية

1. سويسرا - تصنيف السن ونوع الجنس غير قانوني = تصنيف المجتمع الخالص؛ مشكلة فردية مضمونة

- ولاية فردية مع إعانات حكومية منخفضة الدخل لـ 40% من الأسر المعيشية

1. الولايات المتحدة الأمريكية

- تصنيف عمري محدود إلى 3:1 (300 في المائة)؛ تصنيف نوع الجنس غير قانوني؛ مشكلة فردية مضمونة.
- تفويضات الأفراد وأصحاب العمل مع الإعانات الحكومية للأفراد الذين يصل دخلهم إلى 400% من مستوى الفقر الاتحادي -

الذين يحصلون على دخل أقل يدفعون تكاليف أقل.
- يؤدي استخدام التبغ إلى زيادة اقساط التأمين حتى تصل إلى 1.5:1,بينما ان العوامل الجغرافيه يمكن ان تؤثر على السعر أيضا.